# أداة جراحية

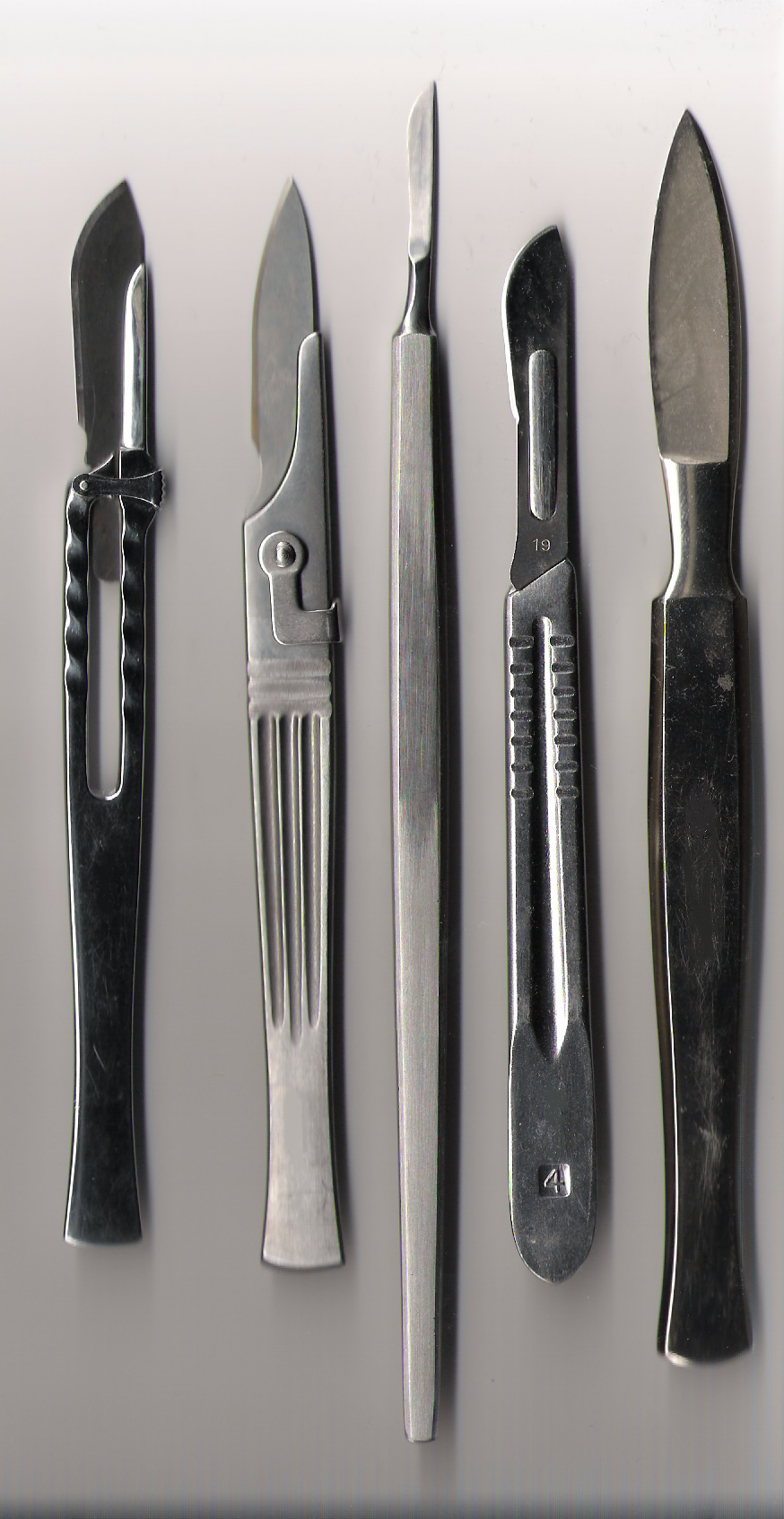
مباضع مختلفة

 أداة الجراحة هي أداة أو جهاز مصمم خصيصا لإجراء أفعال محددة للوصول للنتائج المرجوة خلال العملية الجراحية أو الإجراء الطبي، مثل تعديل الأنسجة البيولوجية، أو لتوفير المجال لرؤيتها. وبمرور الوقت، تم اختراع العديد من الأنواع المختلفة من الأدوات الجراحية. تم تصميم بعض الأدوات الجراحية للاستخدام العام في الجراحة، في حين صممت أدوات أخرى لإجراء عملية جراحية محددة أو إجراء محدد. وعليه، فإن تسمية الأدوات الجراحية تتبع أنماط معينة، مثل وصف للعمل الذي ينفذه (على سبيل المثال، المرقأة، مشرط)، واسم المخترع (على سبيل المثال، ملقاط كوخر)، أو اسم علمى مركب يصف نوع الجراحة (على سبيل المثال، شاقق القصبة الهوائية هو أداة تستخدم لشق القصبة الهوائية).
التأدية الجراحية في الطب هو تقديم المساعدة إلى الجراح في التعامل الصحيح مع الأدوات الجراحية خلال عملية، من خلال متخصص محترف، وعادة ما يكون فني جراحة أو في بعض الأحيان ممرضة أو فني أشعة.

## التصنيف
هناك عدة أصناف من الأدوات الجراحية:
- المقابض، مثل الملقط
- المشابك ومحابس الأوعية الدموية وغيرها من الأعضاء.
- المباعدات المستخدمة للأبعاد الجلد المفتوح، الأنسجة والضلوع.
- الممددات، المثبتات، ومحكمات الوضع
- قواطع ميكانيكية (مشرط، نصل، حفار، مبرد، فاتح، سداد، الخ.)
- الموسعات والمناظير، للوصول إلى للممرات الضيقة أو الشقوق.
- رؤوس الشفط وأنابيب لنقل سوائل الجسم.
- أدوات الإغلاق مثل الدباسة الجراحية...
- أدوات الغسل وإبر الحقن، ورؤوس الإبر وأنابيب لإدخال السوائل.
- سواحب (Tyndaller)، للمساعدة على -سحب- فتح الأنسجة التالفة في المخ.
- الأجهزة الكهربائية، مثل الحفارات، قواطع الجلد.
- المجسات والمناظير، بما في ذلك المناظير المصنوعة من الألياف الضوئية والمجسات الحسية.
- نواقل ومطبقات للأجهزة الضوئية والإلكترونية والميكانيكية.
- وقواطع الأنسجة التي تعمل بالموجات الفوق الصوتية والكريوتوم (cryotome) ومرشد قاطع الليزر.
- أجهزة القياس، مثل المسطرة والفرجار.

وهناك ميزة نسبية فيما يتعلق بالأدوات الجراحية، فهي قلة التهتك أو الإصابة التي يمكن أن تحدثها لجسم المريض. ويطلق على هذا الأمر (غير إصابية)أو اقل تدخل. نظام الأدوات الأقل تدخل هو تطور مهم جدا في الجراحة.

## تاريخها
تم تصنيع الأدوات الجراحية منذ عصور ما قبل التاريخ. منشار الجمجمة الخشن الذي كان يستخدم في عمل فتحات دائرية في عظم الجمجمة (التربنة) قد اكتشف في أماكن كثيرة خاصة العصور الحجرية. ومن المعتقد أنه كان يستخدم من قبل كهنة الشامان لإخراج الأرواح الشريرة والتخفيف من حدة الصداع وإصابات الدماغ الناجمة عن الجروح التي ألحقتها الحرب.

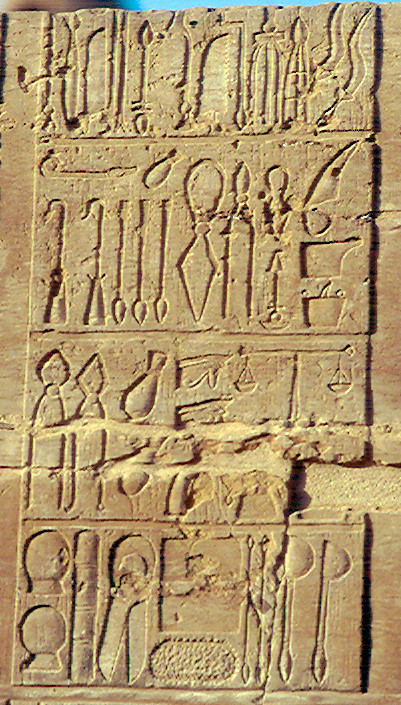
نقوش الأدوات الجراحية في معبد كوم أمبو، أسوان، مصر

أقدم تمثيلات الأدوات الجراحية ترجع إلى مصر القديمة حيث تم العثور على نقوش للأدوات الجراحية في معبد كوم أمبو بأسوان في مصر.
الجراحون والأطباء الهنود كان يستخدمون آلات جراحية معقدة في العصور القديمة. ساشوراتا ساماهيتا (حوالى 500 قبل الميلاد) ربما كان هو الجراح الأكثر أهمية في التاريخ القديم، وغالبا ما يعرف باسم «أبو الجراحة». وقد وصف ساشوراتا ساماهيتا' في نص له أكثر من 120 أداه جراحية، و300 عمليه جراحية وصنف الجراحة إلى 8 أنواع.
وفي العصور القديمة طور عدد من الأطباء والجراحين العباقرة اليونانيين والرومانيين عدد من الآلات المصنوعة من البرونز والحديد والفضة مثل المشارط والإنصال والمكحات والملاقيط والمناظير ومناشير الجمجمة والمجسات والموسعات والأنابيب والسكاكين الجراحية، الخ.ولا يزال كل هذا محفوظا في عدد من المتاحف الطبية حول العالم. ومعظم هذه الأدوات استمر استخدامها إلى العصور الوسطى ولكن بتقنية تصنيع أفضل.

### طفرة في العصور الوسطى
وكان أحد أهم اللاعبين الأساسين في طفرة الأدوات الجراحية في العصور الوسطى هو أبو القاسم الزهراوي، وعرف في الغرب باسم أبولكاسيس (Abulcasis), وقد اعتبر "أبو الجراحة الحديثة". الملاحظة الأولى التي يجب على المرء أن يأخذها على إنتاج الزهراوي هي كتابه التصريف لمن عجز عن التأليف (كتب عام 1000 بعد الميلاد) وترجم بعنوان الطريق الطبي (The Method of Medicine), واطلق عليه أحيانا التصريف , وكتبه بعد خبرة طويلة نالها بعد ممارسة الطب لمدة تمتد إلى خمسين عاما. وبالتالي، كان يهدف الكتاب إلى إقامة المبادئ التوجيهية العامة في الطب العملي من خلال التأكيد على "افعل " و"لا تفعل" تقريبا في كل قضية تواجهها والحل / العلاج التي قدمه خلال هذه التجربة الطويلة. لإكمال دليله العملي في حل المشاكل الجراحية المختلفة، وانتهى الزهراوي من موسوعته الطبية ذات الثلاثين مجلدا مع أطروحة والتي يقدم من خلالها مجموعته الشهيرة المذهلة من الأدوات الجراحية ويتجاوز مجموعها أكثر من 200 قطعة. ومع عنوانه المبتكر "في الجراحة"، يعتبر المقال أقرب توضيح جمع حول هذا الموضوع، والذي لا يزال أفضل مصدر من القرون الوسطى في هذا الشأن حتى العصر الحديث. وعلى حد قول لوكليرك: "الزهراوي لا يزال عالم بارز حوّل الجراحة إلى علم مستقل مبني على معرفة علم التشريح. وتوضيحه ورسمه للأدوات كان مبتكرا ويبقى على مساهماته حيه، ويعكس استمرارية تأثيره على أعمال الذين اعقبوه. 
بالإضافة إلى ذلك، كلوديوس جالينوس، واحد من أفضل الفلاسفة والجراحين والأطباء في العصور القديمة، طلب أن تصنع الأدوات الجراحية الخاصة به من خام الحديد الموجود فقط في محجر في سلتيك في مملكة النوريكم (النمسا قديما) وكان جالينوس جنبا إلى جنب مع الأطباء العرب قد أناروا الطريق لاستخدام الأدوات الجراحية. وقد صنع من اخلفوه أدواتهم الجراحية طبقا لتصميماته.
حميدان، على سبيل المثال، سرد مجموعه من 26 من الابتكارات التي أدخلها الزهراوي. وكان من اكتشافاته استخدام أمعاء الماشية في الخياطة الداخلية، وهو الأسلوب الذي لا يزال يمارس في معظم العمليات الجراحية الآن. يعتبر خيط أمعاء الماشية هو الوحيد القادر على التحلل داخل الجسم بشكل طبيعي ومقبول داخل الجسم.
لم يوضح الزهراوي الأدوات الجراحية برسمها يدويا فقط على اسكتشات ولكنه وفر أيضا معلومات مفصلة عن مواد التصنيع وكيف ومتى يتم استخدامها. الكثير من هذه الرسومات موضحة في كتاب سبينك ولويس (1973)، واحد من أفضل الأعمال وأكثرها شمولا. 
على سبيل المثال، في المعالجات بالكي قال: «وقد ذكرت الأوائل أن الكي بالذهب أفضل من الكي بالحديد وأنما قالو ذلك لاعتدال الذهب وشرف جوهره قالوا انه لا يتقيح موضع الكي وليس ذلك على الإطلاق لأنني قد جربت ذلك فوجدته إنما يفعل ذلك في بعض الأبدان دون البعض والكي به أحسن وأفضل من الحديد. في رأينا أيضا استخدام الحديد هو أسرع وأكثر صحة». وكلما تعمقنا أكثر نرى انه يصف الآلات الجراحية بوضوح وكيف يتم استخدامها بواسطة سكتش.
والمثال الثاني في هذا الوصف هو ما كتبه حول أداة المكشطة (المجراد) واستخدامها عندما تحويل الناسور إلى الأنف. 
«وقد اعطاه الأطباء اسم' الناسور' في الوقت الذي يطلق عليه العامة اسم 'الريشة'.عندما تعالجها بالكي أو المادة الكاوية وفقا للتعليمات من قبل، والعلاج المناسب لها، فانه ليس هناك طريقة واضحة للعلاج إلا قطع الورم، وترك كل من الرطوبة أو صديد فيه، حتى تصل إلى العظام. عندما تصل إلى العظام وتشاهد نخر أو لون الأسود، اكشطه بأداة مثل هذه الصورة. واسمها 'الرأس الخشنة' ومصنوعة من الحديد الهندي. رأسها دائرية مثل زر لكنه محفور عليها علامات ومحفورة بدقة. وضعها في موقع العظم المريض ودورها بين أصابعك، والضغط لأسفل قليلا بيدك، حتى تتأكدا من أن تم كشط جميع العظام المريضة بعيدا. قم بذلك عدة مرات. ثم ضع على المكان ضمادة بسائل علاجى ومثبت. وإذا كان شفي المكان ونمت بعض الانسجة، وتدفق المهل -سائل تفرزه القرحة مختلط بالدم- ولم يعود الناسور بعد أربعين يوما، وليس هناك تورم، وليس هناك ما يقلق، قد تعلمون انها شفيت تماما.»
ليس فقط كان لكتاب التصريف تأثير قوي على الأطباء المسلمون في وقت لاحق لكنه أصبح أيضا كتاب مرجعي لمعظم المدارس الطبية الأوروبية والممارسين. وقد ترجم إلى اللاتينية لأول مرة من قبل جيرارد كريمونا في القرن الثاني عشر والذي اتبعها ترجمات أخرى عديدة. من بين الكثير من علماء أوروبا وعلماء المسلمين كان الفرنسي Guy de Chauliac"d.1369" الذي استشهد به في كتابه 
“Chirurgia magna”
.
في القرن الخامس عشر اعاد العلماء الإيطالين اكتشاف ابداعات الزهراوى ونقل عنه العالم الايطالى Mathieu de Gradibus
الذي اقتبس من المجلد ال 27 (طبائع الأدوية والأغذية). في نفس الفترة كتب دي باسارو كتابه عن طبيعة السم "Liber de Venenis"، ونقل عن أعمال الزهراوي في مناسبات عديدة. وقد لخص لوكير تأثير التصريف معترفا”ترجمة التصريف لعبت دورا مهما في تطوير الجراحة في العصور الوسطى في أوروبا“ وكان الكتاب هو الجزء الأساسي في مناهج تعليم الطب في أوروبا لقرون عديدة.
المصادر:
Campell, D. (1974) 'الطب العربي وتأثيره على العصور الوسطى، فيلو بريس، امستردام.
حميدان زهير (1993)، 'العالم أبو القاسم الزهراوي، مؤسس علم الجراحة'، بالعربية دار مجلات الثقافة دمشق.
لاكيرلك لوسيان Lecrlerc Lucien (1877), تاريخ الطب العربى، المجلد الأول، صفحة 456.
Spink, M. S. and Lewis, G. L. (1973),’ابوالقاسم في الجراحة وادواتها‘, معهد ويلكوم لتاريخ الطب لندن. 
نصر سيد حسين، (1976)، 'العلوم الإسلامية‘، شركة مهرجان العالم الإسلامي للنشر.

### عصر النهضة وما بعده
في عصر النهضة وعصر ما بعد النهضة، تم اختراع وتصميم الالات جديدة مرة أخرى، وذلك لمواكبة زيادة جرأة الجراحين. وقد تم تصنيع الالات أخرى في تلك الفترة لتستخدم في عمليات البتر مثلا سكينة البتر catlins نظرا لزيادة اصابات الحروب بسبب الطلقات والمدافع والكلاب.
مع ذلك كان اكتشاف التخدير والبيئة الجراحية الخالية من الجراثيم هو السبب الأساسي لاختراع الالات جراحية أخرى لتساعد على الدخول للمناطق الداخلية والتي كان ممنوع دخولها مسبقا مثلا الجمجمة والبطن والصدر. ووقع انفجار حقيقي في اختراع أدوات جديدة مع المئات من العمليات الجراحية الجديدة التي حدثت في القرن 19 والعقود الأولى من القرن 20. ومواد مثل الحديد المقاوم للصدأ والكروم والتيتانيوم والفاناديوم والتي توفرت لتصنيعها. وتم أيضا اختراع الأدوات التي تستخدم في الجراحات الدقيقة مثل جراحة المخ الأعصاب والرمد والاذن. في النصف الثاني من القرن العشرين.تم اختراع الالات القائمة على الطاقة مثل كاوية الكهرباء والمشرط الكهربائى والمشرط الذي يعمل بالموجات الفوق صوتيه.وأيضا الات جراحة المناظير وأخيرا الروبوتات الجراحية.
تاريخيا، تم تطوير الالات الجراحية كما يلى:
1. الجراح يستخدم أداة شائعة الاستخدام و/ أو يتأقلم على استخدامها في العملية. وفي بعض المصادر القديمة كانت الأدوات مثل الأسلحة، ادوات الجزارة ادوات تستخدم في الطقوس الشعائرية في تعديل الجسم وادوات التعذيب ووادوات اّكلى لحوم البشر وادوات النجارة وادوات عمال الجلود وعمال المعادن. (هذه العملية لا تزال مستمرة، مع أدوات محلات السيارات والطيران، والمطبخ، الخ.)
2. هناك فترة انتقال وتحسن تدريجي، مع التركيز بصفة عامة على المواد التي يجب أن تكون غير سامة ومتينة. ويسبب الدم تأكل الالات وأيضا كثرة الغسيل والتعقيم للادوات الجراحية يزيد من تأكل وتدمير الخامات المستخدمة وبعض الخامات الأخرى يتركز عليها الدهانات والبكتريا.
3. وهناك فترة من التوحيد القياسي.

ومع ذلك، في العصر الحديث، ويقوم الجراحون بتصميم الالات الجراحية من الصفر دون أي اقتباس. أيضا، وعدلت الضوابط الحكومية بعض طرق الاختراع والابتكار إلى حدا ما.
الآونة الأخيرة شهدت الابتعاد عن الأدوات التي يعاد استخدامها إلى الأدوات التي يتم استخدامها مرة واحدة ويتم التخلص منها بعد ذلك. وقد أدت التطورات في الأدوات ذات التكلفة المنخفضة ومواد معدنية ثابتة إلى شكل ثابت وإصدار دائم.

## معرض صور

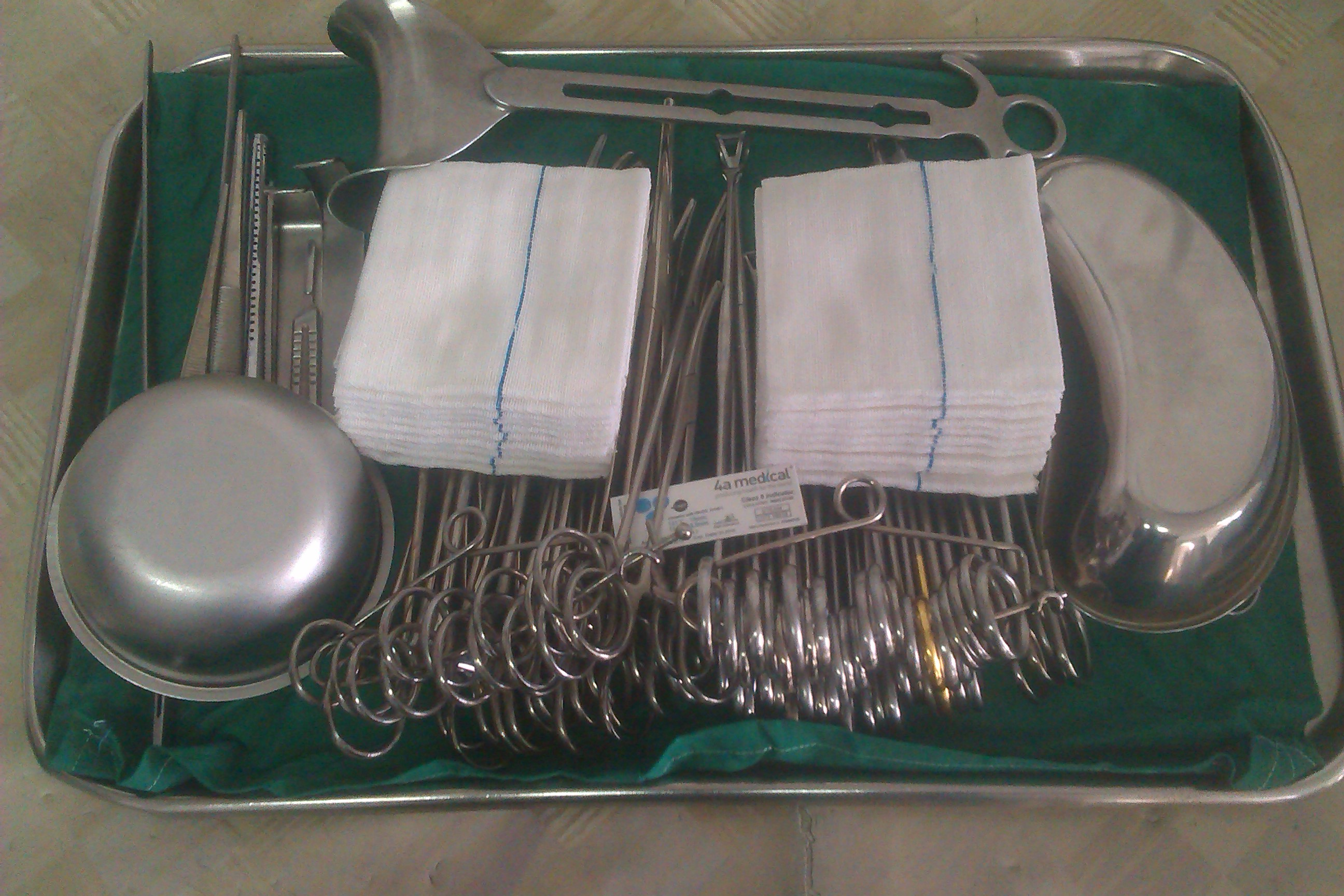
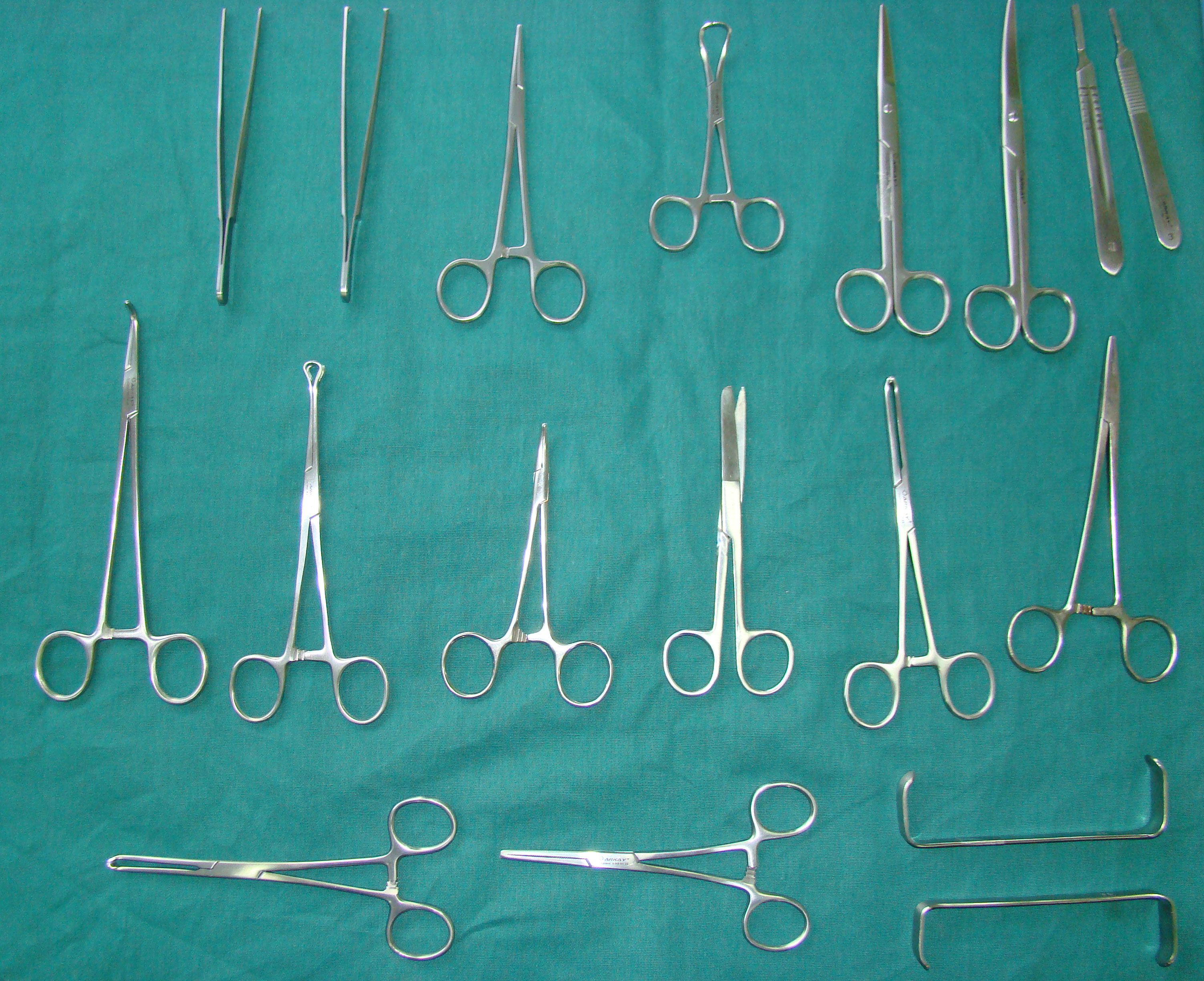
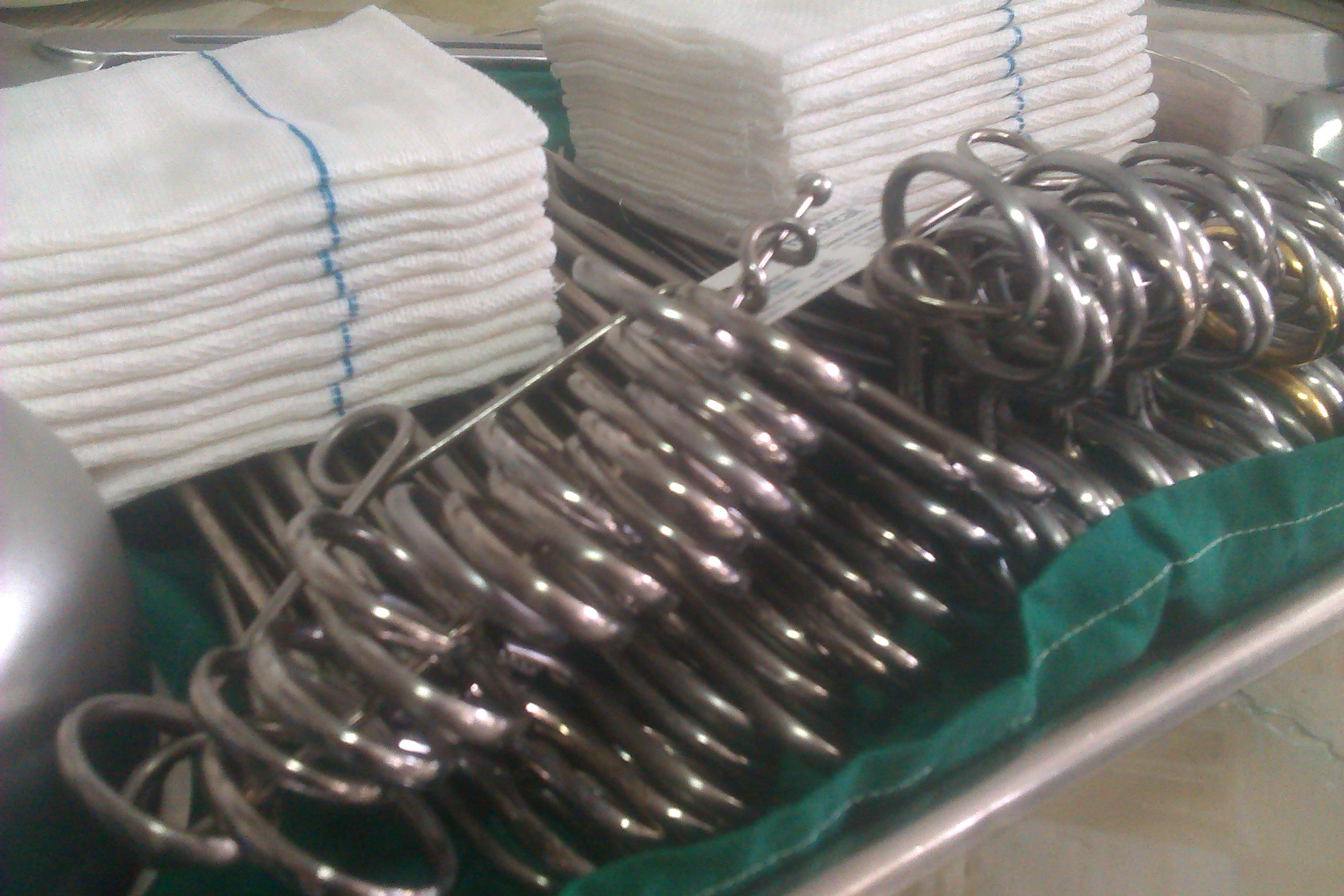
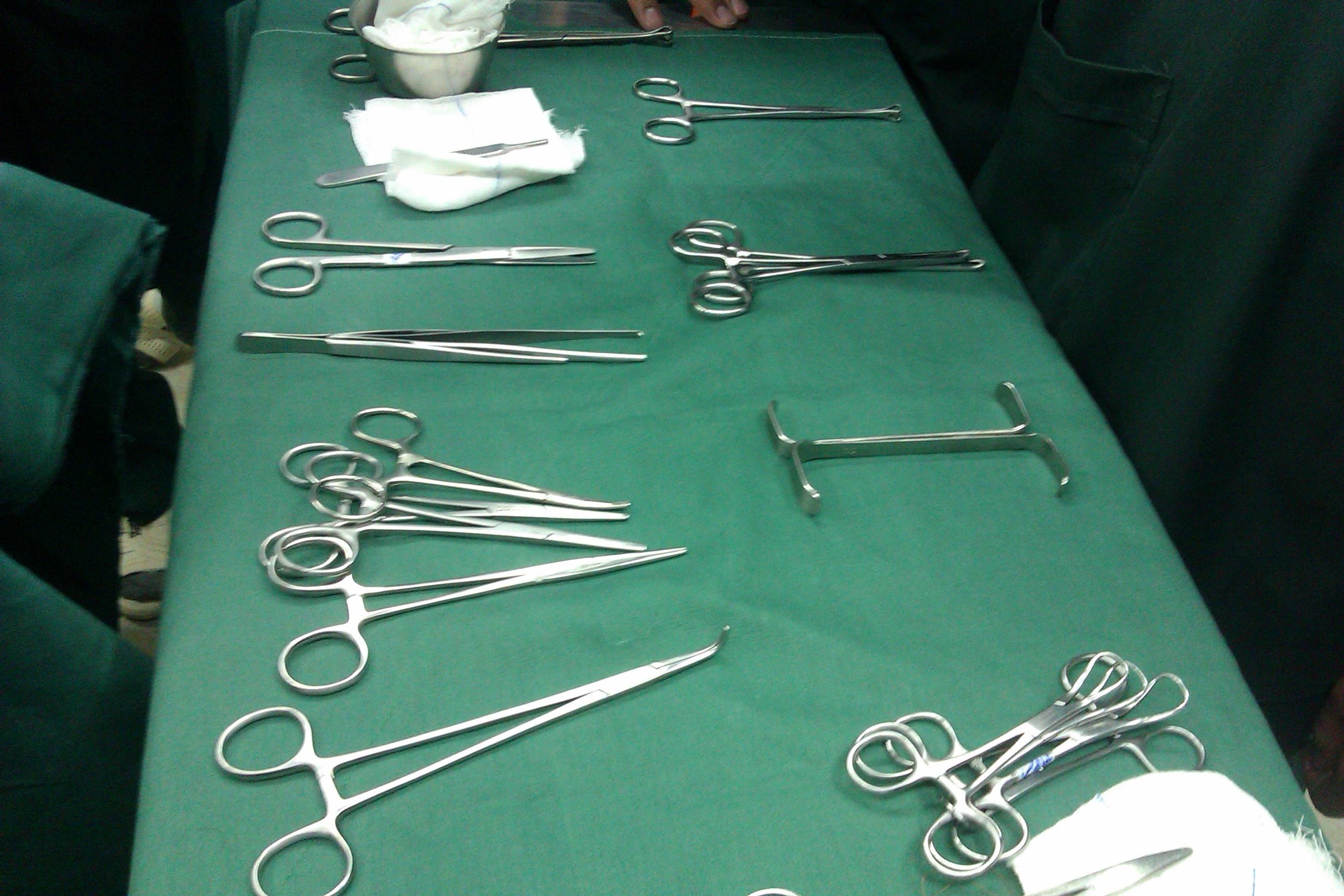